# 確認書
確認書（かくにんしょ）は、金融商品取引法に基づき提出する有価証券報告書等の記載内容が金融商品取引法令に基づき適正であることを代表者が確認した旨を記載する外部への開示資料である。

## 根拠法令
- 提出根拠法令：
  - 金融商品取引法 第24条の4の2（有価証券報告書）
  - 金融商品取引法 第24条の4の8（四半期報告書）
  - 金融商品取引法 第24条の5の2（半期報告書）
- 委任政令：
  - 金融商品取引法施行令 第4条の2の5（提出義務会社の範囲）
  - 金融商品取引法施行令 第4条の2の11（四半期報告書に係る読み替え）
  - 金融商品取引法施行令 第4条の2の13（半期報告書に係る読み替え）
- 提出様式及び内容の根拠：企業内容等の開示に関する内閣府令 第17条の10

## 確認書提出の義務
有価証券報告書提出会社のうち上場会社その他の政令で定めるものは、有価証券報告書・四半期報告書（または半期報告書）を提出する際に、併せて確認書を提出する義務を負う。

　確認書の意義は、有価証券報告書・四半期報告書（半期報告書）の記載内容が適正であることを会社の代表者自身が確認し署名・捺印したことを開示することにより、投資者を保護するとともに証券市場の信頼性を確保することにあるといえる。

　この点で、証券取引所における有価証券報告書等の適正性に関する確認書制度と趣旨を同じくするが、旧証券取引法においては任意の提出書類であったものを証券取引所が先んじて上場会社に提出させ、一定期間を経た後に法制度化したもの。強行法規としての性格を有することで、一層の強制力が期待できる。一方、法定することにより機動的な変更は容易ではないといえる。

　なお、2004年6月より各財務局に提出される報告書はEDINETによる電子提出が義務付けられ、紙面提出はできなくなった。

## 報告書の内容
- 通常、代表者の役職・氏名で開示されるが、財務報告に関し、代表者に準じる責任を有する者として、最高財務責任者（CFO）を定めている場合は、その者の役職氏名等も記載する。

1. ○○報告書（※）の記載内容の適正性に関する事項
2. 特記事項

※　有価証券報告書・四半期報告書・半期報告書のいずれか
　報告書の内容は、金融庁の電子開示・提出システムEDINETを通じて電子提出することが義務づけられており、同庁が設置したウェブサーバ経由での縦覧ができるほか、財務局や証券取引所、場合によっては自社のウェブサイトにPDFファイルの形で登録してあることもある。

## 開示期間
確認書の公衆の縦覧に供される期間は、主たる法定開示書類に従属する。
- 有価証券報告書の確認書：5年間
- 四半期報告書および半期報告書の確認書：3年間

## 証券取引所の「有価証券報告書等の適正性に関する確認書」との関係
金融商品取引法に基づく確認書を提出する場合は、「有価証券報告書等の適正性に関する確認書」の提出が不要となる。

## 罰則
不提出に関する罰則があり、法定書類の種類等により異なる。
- 有価証券報告書に係る正本：30万円以下の過料（金融商品取引法208条）
- 有価証券報告書に係る写しまたは四半期報告書に係るものもしくは半期報告書に係るもの：10万円以下の過料（金融商品取引法209条）